# El Ojochal
El Ojochal är en ort i Mexiko.   Den ligger i kommunen Tres Valles och delstaten Veracruz, i den sydöstra delen av landet, 300 km öster om huvudstaden Mexico City. El Ojochal ligger 52 meter över havet och antalet invånare är 205.
Terrängen runt El Ojochal är mycket platt. Runt El Ojochal är det ganska tätbefolkat, med 75 invånare per kvadratkilometer. Närmaste större samhälle är Las Yaguas, 2,1 km sydost om El Ojochal. Omgivningarna runt El Ojochal är en mosaik av jordbruksmark och naturlig växtlighet.